# Boje Schmuhl
Boje E. Hans Schmuhl (* 18. Januar 1950 in Penzlin) ist ein deutscher Ethnograph. Er war 1990 Abgeordneter für die Christlich-Demokratische Union Deutschlands in der Volkskammer der DDR und zuletzt Generaldirektor der Stiftung Dome und Schlösser in Sachsen-Anhalt.

## Leben und Werk
Boje Schmuhl besuchte von 1956 bis 1966 in seinem Geburtsort Penzlin die zehnklassige Polytechnische Oberschule. Danach absolvierte er in Schwerin von 1966 bis 1969 das Abitur mit Berufsausbildung. Nach dem anschließenden Grundwehrdienst in der NVA studierte er von 1971 bis 1974 an der Fachschule für Museologen in Leipzig und erwarb dort den Abschluss als Diplom-Ethnograph. Nach Stationen in diversen Museen der DDR, unter anderem in Greifswald, Stralsund und Osterburg, war Schmuhl einige Zeit hauptamtlich im Bezirksverband Neubrandenburg der Christlich-Demokratischen Union Deutschlands tätig. Am 1. März 1988 wurde Schmuhl zum Direktor der Staatlichen Lutherhalle in Lutherstadt Wittenberg berufen. Nach der deutschen Wiedervereinigung gab Schmuhl die Leitung der Lutherhalle ab und wechselte in die Regierung des neugegründeten Landes Sachsen-Anhalt. Im neu geschaffenen Kultusministerium leitete Schmuhl als Ministerialdirigent die Abteilung Kultur.
Nachdem am 16. Januar 1996 die Landesregierung Sachsen-Anhalt die Errichtung der „Stiftung Schlösser, Burgen und Gärten des Landes Sachsen-Anhalt“ beschlossen, wurde Schmuhl zu deren hauptamtlichen Vorstand berufen. Die wenig später gegründete „Domstiftung“ führte Schmuhl in Personalunion ebenfalls als Vorstand mit Sitz im Schloss Leitzkau. Nach der Verschmelzung beider Stiftungen zur Stiftung Dome und Schlösser in Sachsen-Anhalt blieb Schmuhl deren Direktor. Nach Vollendung des 65. Lebensjahres trat er zum 1. Februar 2015 als Generaldirektor der Stiftung in den Ruhestand. Bis 2015 war Boje Schmuhl auch Beisitzer im Vorstand des Fördervereins Welterbe an Saale und Unstrut.

## Politisches Engagement
Schmuhl trat 1968 im Alter von 18 Jahren in die Christlich-Demokratische Union Deutschlands (CDU) ein. In der Zeit der politischen Wende in der DDR organisierte er als Direktor der Staatlichen Lutherhalle in deren Gemäuern den Runden Tisch der Lutherstadt Wittenberg. Im November 1989 wurde er zum CDU-Kreisvorsitzenden des Kreises Wittenberg gewählt, wenig später wurde Schmuhl auch Mitglied des CDU-Parteivorstandes. Zu den ersten freien Wahlen in der DDR am 18. März 1990 kandidierte Schmuhl im Wahlbezirk Halle für die CDU auf Listenplatz 5. Die CDU errang in diesem Wahlbezirk 19 Mandate und somit zog Schmuhl als CDU-Abgeordneter in das letzte DDR-Parlament ein.
Während der Zeit als Volkskammerabgeordneter leitete Schmuhl im Mai 1990 eine Delegation von sechs Abgeordneten, die die DDR auf der 42. Tagung der Parlamentarischen Versammlung des Europarates vertraten (die DDR hatte am 7. Mai 1990 vom Europarat einen Sonder-Gastsatus verliehen bekommen). Zum Ende von Schmuhls Abgeordnetentätigkeit wurde er noch mit dem Thema Stasi-Mitarbeit konfrontiert. Der zeitweilige Prüfungsausschuss der Volkskammer zur Überprüfung der Abgeordneten auf eine Stasi-Mitarbeit teilte ihn aber in die – geringste – Kategorie 6 ein: Eintragung als IM ist in der Kartei nachgewiesen, aber nach Akteneinsicht gibt es keine ausreichenden Gründe für eine Empfehlung der Mandatsniederlegung.

## Schriften (Auswahl)
- als Hrsg. in Verbindung mit Konrad Breitenborn: Die Eckartsburg (= Schriftenreihe der Stiftung Schlösser, Burgen und Gärten des Landes Sachsen-Anhalt, Bd. 1). Janos Stekovics, Halle an der Saale 1998.
- Die Bodenreform in Sachsen-Anhalt: Durchführung, Zeitzeugen, Folgen; Tagung in Stendal am 21. und 22. November 1997 / [hrsg. von Rüdiger Fikentscher und Boje Schmuhl in Verbindung mit Konrad Breitenborn als gemeinsame Veröffentlichung der Gesellschaft für Demokratie- und Zeitgeschichte Sachsen-Anhalt e. V. und der Stiftung Schlösser, Burgen und Gärten des Landes Sachsen-Anhalt], Stekovics, Halle an der Saale 1999, ISBN 3-932863-16-X.
- als Hrsg. mit Konrad Breitenborn: Schloss Leitzkau. Halle/Saale 2005. (Inhaltsverzeichnis)
- als Hrsg.: Burg Falkenstein. Stekovics, Dößel 2006, 2. aktualisierte und überarb. Auflage 2011, ISBN 978-3-89923-284-4.
- als Hrsg. mit Monika Lustig: Geschichte und Bauweise des Tafelklaviers. Michaelsteiner Konferenzberichte Band 68. Wißner, Augsburg 2006, ISBN 3-89639-528-9.
- David Lasocki: Lessons from Inventories and Sales of Flutes and Recorders, 1650–1800. In: Flötenmusik in Geschichte und Aufführungspraxis zwischen 1650 und 1850: XXXIV. Wissenschaftliche Arbeitstagung Michaelstein, 5. bis 7. Mai 2006, hrsg. Boje E. Hans Schmuhl in Verbindung mit Ute Omonsky, 299–330. Michaelsteiner Konferenzberichte 73. Augsburg: Wißner; Michaelstein: Stiftung Kloster Michaelstein, 2009. ISBN 978-3-89639-707-2. OCLC 51635139
- Aufgedeckt. Forschungsgrabungen am Magdeburger Dom. 2006–2009. Teil 2 mit Harald Meller und Wolfgang Schenkluhn, Landesamt für Denkmalpflege und Archäologie Sachsen-Anhalt, Halle 2009. ISBN 978-3-939414-44-5.
- als Hrsg. in Verbindung mit Thomas Bauer-Friedrich: Im Land der Palme. August von Sachsen (1614–1680), Erzbischof von Magdeburg und Fürst in Halle. Kunstmuseum Moritzburg, Halle (Saale) 2014 (Schriften des Kunstmuseums Moritzburg Halle (Saale), Band 2); ISBN 978-3-86105-080-3.
- als Hrsg. in Verbindung mit Wolfgang Beltracchi, Thomas Bauer-Friedrich: Original bis … Fälschungen zwischen Faszination und Betrug. Katalog anlässlich der Ausstellung „Original bis ... Fälschungen zwischen Faszination und Betrug“ im Kunstmuseum Moritzburg in Halle (Saale). Stiftung Moritzburg, Halle (Saale) 2014, ISBN 978-3-86105-084-1. S. 200–227.

## Ehrungen
- Ehrenmitglied des Vereins zur Rettung der Neuenburg e. V.[11]